# 民主正義黨
民主正義党（：／ Minju Jeonguidang），简称民正党（／ Minjeongdang），是大韩民国的一个保守主义、威权主义及民族主义政党，在整個第五共和国以及第六共和國首兩年是韓國执政党。該黨前身是1963年朴正熙成立的民主共和黨，1979年全斗煥透過雙十二政變掌權，並於1981年成立了民主正义党。

## 历史
1979年10月26日，朴正熙被暗杀身亡。12月12日，全斗焕通過发动双十二政变成功掌握國家實權，成為該國事實上的領導人，其後於1980年8月當選總統。上任兩個月後，他宣布解散所有政黨，當中包括由朴正熙成立的民主共和黨，該黨在1963年至1979年間一直是韓國的執政黨。1981年1月15日，全斗煥成立新政黨——民主正義黨，並獲得大多數的前民主共和黨籍議員及政治人物的支持。由于全斗焕政权发布了威权体制的新宪法，韩国政治制度被民正党严重操纵。
1981年2月25日，全斗煥當選為第五共和國首任總統，第五共和國宪法規定禁止总统连任，單一任期为七年。
1987年，随着六月民主运动的爆发，全斗焕将权力移交给卢泰愚。卢泰愚其後发表了六二九宣言，并一改民正党的意识形态与方针，由原本的保守权威右翼转型为新自由主义。1990年1月22日，卢泰愚与金泳三、金鍾泌共同发表三党合并宣言，宣布民主正义党、统一民主党、新民主共和黨合并为民主自由党（后改名新韩国党），自此民主正义党结束了其历史使命。

## 選舉結果
| 選舉 | 候選人 | 候選人 | 總票數            | 得票率            | 結果 |
| ---- | ------ | ------ | ----------------- | ----------------- | ---- |
| 1981 | 全斗煥 |        | 4,755（選舉人票） | 90.2%             | 當選 |
| 1987 | 盧泰愚 |        | 8,282,738         | 36.6%（總統直選） | 當選 |